# ブライアン・フリン
ブライアン・A・フリン（Brian A. Flynn, 1990年4月19日 - ）は、アメリカ合衆国オクラホマ州オワッソ出身の元プロ野球選手（投手）。左投左打。

## 経歴

### プロ入り前
2008年のMLBドラフト18巡目（全体562位）でボストン・レッドソックスから指名されたが、ウィチタ州立大学へ進学した。

### プロ入りとタイガース傘下時代
2011年のMLBドラフト7巡目（全体227位）でデトロイト・タイガースから指名され、6月16日に契約。契約後、傘下のA級ウェストミシガン・ホワイトキャップスでプロデビュー。13試合に先発登板して7勝2敗、防御率3.46、57奪三振を記録した。
2012年はまずA+級レイクランド・フライングタイガースでプレーし、18試合に先発登板して8勝4敗、防御率3.71、84奪三振を記録した。7月にAA級エリー・シーウルブズへ昇格し、1試合に登板した。

### マーリンズ時代
2012年7月23日にオマー・インファンテ、アニバル・サンチェスとのトレードで、ロブ・ブラントリー、ジェイコブ・ターナーと共にマイアミ・マーリンズへ移籍した。移籍後は傘下のAA級ジャクソンビル・サンズでプレーし、8試合に先発登板して3勝0敗、防御率3.80、32奪三振を記録した。
2013年はAA級ジャクソンビルで開幕を迎え、4月にAAA級ニューオーリンズ・ゼファーズへ昇格。AAA級ニューオーリンズでは23試合に先発登板して6勝11敗、防御率2.80、122奪三振を記録した。9月2日にマーリンズとメジャー契約を結び、4日のシカゴ・カブス戦で先発起用されメジャーデビュー。4回を投げ、2本塁打を含む6安打3失点で勝ち負けは付かなかった。9月12日のアトランタ・ブレーブス戦では、4回を投げ6安打6失点6四球の乱調で、メジャー初黒星を喫した。この年メジャーでは4試合に先発登板して0勝2敗、防御率8.50、15奪三振を記録した。
2014年3月17日にAAA級ニューオーリンズへ異動し、そのまま開幕を迎えた。6月27日にメジャーへ昇格し、4回から登板したが、3回を投げ4安打2失点と結果を残せず、試合後にAAA級ニューオーリンズへ降格した。

### ロイヤルズ時代
2014年11月28日にアーロン・クロウとのトレードで、リード・レッドマンと共にカンザスシティ・ロイヤルズへ移籍した。
2015年4月5日に傘下のAAA級オマハ・ストームチェイサーズへ異動した。この年はメジャーでの登板機会はなかった。
2016年は、2年ぶりにメジャーの舞台に戻り、36試合に投げた。1勝2敗、防御率2.60、WHIP1.10という好成績を残した。
2019年7月26日にDFAとなり、8月2日にマイナー契約でAAA級オマハへ配属された。

### ロイヤルズ退団後
2020-2021シーズンより、オーストラリアン・ベースボールリーグ（ABL）のメルボルン・エイシズでプレーしている。
2022年9月に開催された第5回WBC予選にドイツ代表として出場した。

## 詳細情報

### 年度別投手成績
| 年 度    | 球 団    | 登 板 | 先 発 | 完 投 | 完 封 | 無 四 球 | 勝 利 | 敗 戦 | セ 丨 ブ | ホ 丨 ル ド | 勝 率 | 打 者 | 投 球 回 | 被 安 打 | 被 本 塁 打 | 与 四 球 | 敬 遠 | 与 死 球 | 奪 三 振 | 暴 投 | ボ 丨 ク | 失 点 | 自 責 点 | 防 御 率 | W H I P |
| -------- | -------- | ----- | ----- | ----- | ----- | -------- | ----- | ----- | -------- | ----------- | ----- | ----- | -------- | -------- | ----------- | -------- | ----- | -------- | -------- | ----- | -------- | ----- | -------- | -------- | ------- |
| 2013     | MIA      | 4     | 4     | 0     | 0     | 0        | 0     | 2     | 0        | 0           | .000  | 88    | 18.0     | 27       | 4           | 13       | 0     | 0        | 15       | 3     | 0        | 17    | 17       | 8.50     | 2.22    |
| 2014     | MIA      | 2     | 1     | 0     | 0     | 0        | 0     | 1     | 0        | 0           | .000  | 35    | 7.0      | 12       | 0           | 3        | 0     | 0        | 6        | 1     | 0        | 7     | 7        | 9.00     | 2.14    |
| 2016     | KC       | 36    | 1     | 0     | 0     | 0        | 1     | 2     | 0        | 3           | .333  | 221   | 55.1     | 38       | 5           | 23       | 0     | 1        | 44       | 8     | 0        | 19    | 16       | 2.60     | 1.10    |
| 2017     | KC       | 1     | 0     | 0     | 0     | 0        | 0     | 0     | 0        | 0           | ----  | 8     | 2.1      | 3        | 0           | 0        | 0     | 0        | 0        | 0     | 0        | 1     | 1        | 3.86     | 1.29    |
| 2018     | KC       | 48    | 0     | 0     | 0     | 0        | 3     | 5     | 1        | 4           | .375  | 336   | 75.2     | 87       | 5           | 35       | 3     | 3        | 47       | 5     | 0        | 37    | 34       | 4.04     | 1.61    |
| 2019     | KC       | 11    | 1     | 0     | 0     | 0        | 2     | 2     | 0        | 0           | .500  | 139   | 29.1     | 38       | 2           | 17       | 2     | 3        | 22       | 2     | 1        | 18    | 17       | 5.22     | 1.88    |
| MLB：6年 | MLB：6年 | 102   | 7     | 0     | 0     | 0        | 6     | 12    | 1        | 7           | .333  | 827   | 187.2    | 205      | 16          | 91       | 5     | 7        | 134      | 19    | 1        | 99    | 92       | 4.41     | 1.58    |

- 2021年度シーズン終了時

### 背番号
- 35（2013年 - 2014年）
- 33（2016年 - 2019年）

### 代表歴
- 2019 WBSCプレミア12アメリカ合衆国代表
- 2023 ワールド・ベースボール・クラシック・ドイツ代表